# Blackout – Die Erinnerung ist tödlich
Blackout – Die Erinnerung ist tödlich ist eine deutsche Krimi-Miniserie aus dem Jahr 2006. Sie handelt von einem Berliner Polizisten, der infolge eines Unfalls sein Gedächtnis verliert und erst allmählich die Ereignisse, die zum Tod seiner Frau geführt haben, rekonstruieren kann. Ursprünglich in acht Folgen konzipiert strahlte der Sender Sat.1 die Serie in vier Teilen aus. Sie wurde in der Kritik gelobt und mit Preisen ausgezeichnet. Die Einschaltquoten blieben jedoch weit unter den Erwartungen, so dass der Versuch, qualitativ hochwertige Serien nach amerikanischem Vorbild im deutschen Privatfernsehen zu etablieren, als gescheitert gewertet wurde.

## Handlung
Paul Novak ist Drogenfahnder bei der Berliner Polizei. Unmittelbar nachdem er seiner Frau eine CD mit brisanten Ermittlungsergebnissen übergeben hat, wird sie niedergeschossen. Auf der Fahrt ins Krankenhaus verursacht Novak einen schweren Unfall. Seine Frau stirbt, er erleidet schwere Kopfverletzungen, in deren Folge er sein Gedächtnis verliert. Als er aus dem Krankenhaus entlassen wird, erkennt er weder seinen Bruder Christoph Dermühl, von dessen Familie er zur Pflege aufgenommen wird, noch seinen Sohn Finn wieder. Insbesondere hat er keine Erinnerung an die Ereignisse, die zum Tod seiner Frau geführt haben, und er versucht mühsam seine Vergangenheit zu rekonstruieren.
Sein Bruder hat derweil eigene Probleme. Er kandidiert für die Partei des Immobilienspekulanten Volker Born für den Berliner Senat. Born hofft, politischen Einfluss auf Großprojekte der Stadt zu gewinnen, die er durch ominöse Geldgeber wie den Drogenbaron Hasan Arslan finanzieren will. In dessen kriminellem Clan gibt es Auseinandersetzungen zwischen dem alteingesessenen Drogenhändler Turgut Algan und dem brutalen Newcomer Mehmet Ersoy. Auf Anweisung Borns sorgt Rechtsanwalt Dermühl für die Freilassung von zwei Dealern Mehmets, die kurz darauf seine Tochter Lotta entführen und vergewaltigen, um ihren Freund, den Junkie Sebastian, wegen eines Diebstahls zu bestrafen. Dermühl wird von Born unter Druck gesetzt, Lottas Anzeige zurückzuziehen. Gleichermaßen aus Angst vor der Macht der Verbrecher als auch um seine politische Karriere nicht zu gefährden gibt Dermühl gegen den Widerstand von Frau und Tochter klein bei.
Novak hat inzwischen herausgefunden, dass er nicht der heldenhafte Polizist gewesen ist, als der ihn sein Sohn verklärt. Stattdessen hat er sich gemeinsam mit seinem Kollegen Boris Schenker vom Drogenhändler Turgut Algan bestechen und mit Informationen versorgen lassen, die ihnen den Ruf von außergewöhnlichen Fahndungserfolgen einbrachten. Beide waren nicht beliebt bei ihren Kollegen, und Novak muss sich von seiner Nachbarin Carla Bräuninger sagen lassen, dass er vor seinem Unfall ein unangenehmer Mensch gewesen sei. Schenker hat das ungeklärte Verschwinden seiner Tochter Kitty nicht verwunden, das seine Ehe zerrüttet und aus ihm einen gewissenlosen Zyniker gemacht hat, der im Auftrag Algans Kontrahenten liquidiert und einen Kollegen ermordet, der ihm auf die Schliche kommt. Dem genesenden Novak stellt er sich als bester Freund vor, spioniert ihn jedoch heimlich für Algan aus.
Wie Novak ermittelt, war seine Frau zum Zeitpunkt des Mordanschlags ausgerechnet in Borns Firmensitz, und auch sein Bruder Christoph war vor Ort. Er findet heraus, dass der Politiker heimliche Sexpartys mit minderjährigen Prostituierten veranstaltet hat, bei denen eine Frau getötet wurde. Er selbst hatte Born nachspioniert und ein Video des Geschehens aufgenommen, das sich auf der CD befindet, die Lili kurz vor ihrem Tod einem Straßenprediger zugesteckt hat. Mit dem wiedergefundenen Beweisstück kann Born der Prozess gemacht und eine minderjährige Prostituierte als Schenkers vermisste Tochter Kitty identifiziert werden. Doch dieser erfährt davon nichts mehr. Er hat endlich reinen Tisch gemacht, seine Verbrechen gestanden, die auch Turgut Algan schwer belasten, und freiwillig eine Situation heraufbeschworen, in der ihn dessen Kontrahent Mehmet Ersoy umbringt, um die Dealer mit seinem Tod ebenfalls ins Verderben zu reißen.
Nach den Verhaftungen Borns, Ersoys und Algans steigt ausgerechnet Dermühl zur neuen linken Hand des Drogenbarons Hasan Arslan auf. Novak hingegen lockt bei einem scheinbar unbeschwerten Parkausflug mit seiner Nachbarin und seinem Sohn den Auftragsmörder seiner Frau aus der Reserve, der von einem Sonder-Einsatzkommando erschossen wird, bevor er Novak liquidieren kann. Er handelte im Auftrag Turgut Algans, der Novak mit dem Tod seiner Frau für den geplanten Ausstieg aus seinen Diensten bestrafen wollte. Nachdem Lilis Tod gesühnt ist, kann sich Novaks Sohn Finn endlich wieder sicher fühlen.

## Produktion und Ausstrahlung
Das Konzept der achtteiligen TV-Serie unter dem Arbeitstitel 8 Days wurde von dem Hamburger Schriftsteller und Drehbuchautor Norbert Eberlein entwickelt. Über die Produktionsfirma Typhoon von Marc Conrad wurde es Roger Schawinski, dem damaligen Geschäftsführer von Sat.1 angeboten und passte perfekt in die im Frühjahr 2004 gestartete Qualitätsoffensive des Senders. Blackout  wurde zum ambitioniertesten Serienprojekt des Senders, der sich mit aufsehenerregenden Produktionen am amerikanischen Serienmarkt orientieren wollte. Erste Testvorführungen zeigten jedoch, dass die komplexe und klare Grenzen von Gut und Böse überschreitende Handlung vom Zielpublikum nicht gut aufgenommen wurde. Die Verantwortlichen versuchten, mit Farbkorrekturen beim Filmmaterial und der Ausstrahlung als Doppelfolge in Spielfilmlänge entgegenzusteuern.
Durchweg begeistert zeigten sich hingegen die Journalisten bei Pressevorführungen. So wurde die Ausstrahlung der Serie nicht nur vom Sender beworben, sondern auch in den meisten Programmzeitschriften ausführlich journalistisch begleitet. Dennoch erreichte die Ausstrahlung der ersten beiden Teile, jeweils sonntags um 20:15, nur eine Einschaltquote von 7 bzw. 6 % (nachdem das Vorprogramm Nur die Liebe zählt auf Sat.1 noch bei 22 % gelegen hatte). Daraufhin wurden die beiden restlichen Teile der Serie auf die Nachtstunden verlegt, was dem Sender wütende Reaktionen der verbliebenen Zuschauerschaft eintrug. Für Roger Schawinski markierte die Serie rückblickend einen fundamentalen Irrtum bezüglich der Sehgewohnheiten seines Publikums. Er verglich den Film mit einem Köder, der dem Angler schmeckt, jedoch nicht dem Fisch, was ihm auch die verliehenen Branchenpreise bestätigten. Die Verantwortliche für den Bereich Fiction Alicia Remirez kommentierte: „Wir haben nur einen einzigen Fehler gemacht […] Wir hätten diesen Stoff nie machen sollen.“

## Rezeption
Blackout wurde in zahlreichen Medien positiv rezensiert. Das Spektrum der Rezensionen bewegte sich „zwischen Wohlwollen und Begeisterung“. So schrieb Christopher Keil in der Süddeutschen Zeitung:  „Sat.1 legt die aufregendste Dramaserie der Saison vor und deutet damit an, was fiktionales Erzählen alles könnte“ Christian Buß zollte den Verantwortlichen in Spiegel Online Respekt für „ein wunderbares Fernsehereignis“. Laut André Mielke in der Welt handelte es sich „tatsächlich um ein Ereignis, um große Fernsehdramatik, und das im Privatfernsehen“. Die Serie erzeuge „Hochspannung weniger durch Pyrotechnik, Verfolgungsjagden oder Gewaltorgien, sondern durch raffinierte und konzentrierte Dramaturgie, pointierte Dialoge und eine ungemein einfallsreiche, dabei aber nie manierierte Kameraführung. ‚Blackout‘ ist, wie ein Thriller mit Niveau sein sollte, und zwar die vollen sechs Stunden lang.“
Peer Schader nannte Blackout in der FAZ „eine fürs deutsche Fernsehen außergewöhnliche Produktion mit Charakteren, die man selten sieht. Überall lauern Loser, Abzocker, Falschspieler und gescheiterte Existenzen, die Geschichte ist spannend und authentisch erzählt.“ Für Thomas Gehringer im Tagesspiegel bewies die Serie, „dass auch das deutsche Fernsehen mit einer eigenproduzierten (Mini-)Serie glänzen kann. ‚Blackout‘ erzeugt einen Sog, der das Warten auf den nächsten Teil zur Geduldsübung macht. Bis in die Nebenrollen ist der Vierteiler glänzend besetzt.“ Auch Peter Luley schloss sich in der taz an: „Wirklich bemerkenswert, welch düsteren Sog diese auch visuell imposante Genresaga bis zum Schluss entfaltet. Hier ist mal wieder eine Eigenproduktion, mit der sich Sat.1 zu Recht schmücken darf.“
Nachdem die schlechten Einschaltquoten publik wurden, gab es noch einmal eine Welle von Berichten in den Feuilletons, in denen etwa Christopher Keil in der Süddeutschen feststellte, dass „Quote und Qualität immer seltener zueinanderfinden“. Michael Hanfeld konstatierte in der FAZ: „Wenn eine Geschichte im Fernsehen nicht nach fünfundvierzig oder maximal neunzig Minuten abgeschlossen und also nicht einigermaßen leicht zu bewältigen ist, scheint sie nicht mehr zu verfangen.“ Jürgen Egger sprach in der  Frankfurter Allgemeinen Sonntagszeitung von einem „präzedenzhafte[n] Quotenunfall für Fernsehdeutschland“, der „das Ende einer ganzen Generation anspruchsvoller, moderner Fernsehstoffe“ bedeute.
Blackout und die Beteiligten wurden für diverse Fernsehauszeichnungen nominiert, so für die Goldene Kamera. Roeland Wiesnekker wurde für die beste Nebenrolle für den Deutschen Fernsehpreis nominiert und erhielt ebenso wie die Redakteurinnen Anne Karlstedt und Dorothea Goldstein einen Sonderpreis beim Deutschen Fernsehkrimipreis. Hans-Günther Bücking erhielt für seine Kameraarbeit den Deutschen Kamerapreis, Barbara von Weitershausen wurde für den Schnitt nominiert.